# Rita Thijs
Rita Thijs, född 7 februari 1958, är en friidrottare från Belgien. Hon deltog vid olympiska sommarspelen 1976.